# HH 212
HH 212 – obiekt Herbiga-Haro położony w kierunku gwiazdozbioru Oriona, znajdujący się w odległości około 1,4 tysiąca lat świetlnych od Ziemi. Obiekt znajduje się w gęstym obłoku molekularnym w pobliżu Mgławicy Koński Łeb.
W regionach takich jak ten chmury pyłu i gazu zapadają się pod wpływem siły ciężkości. Proces ten przebiega coraz szybciej, a materiał staje się coraz bardziej gorący, aż młoda gwiazda zapali się w centrum obłoku. Wszelkie resztki materiału wirując wokół powstającej nowej protogwiazdy tworzą dysk akrecyjny, aż w sprzyjających okolicznościach w końcu rozwiną się na tyle by mogły utworzyć materiał bazowy dla powstania planet, planetoid i komet.
Mimo że ten proces nie został jeszcze w pełni zrozumiany, to wspólnym dla tej grupy obiektów jest to, że protogwiazda i jej dysk akrecyjny są przyczyną powstawania widocznych dżetów. Gwiazda w centrum HH 212 jest w rzeczywistości bardzo młoda, ma zaledwie kilka tysięcy lat. Jej dżety są dokładnie symetryczne, posiadają kilka węzłów wyrzucanych w stosunkowo regularnych odstępach czasu. Regularność sugeruje, że impulsy powodujące powstawanie dżetów zachodzą w stosunkowo krótkim czasie – być może w ciągu zaledwie 30 lat. W dalszej odległości od centrum wyrzucana materia natrafia na opór tworząc charakterystyczne łuki rozłożone w przestrzeni międzygwiezdnej, spowodowane kolizją pyłu wyrzucanego z prędkością kilkuset kilometrów na sekundę z gazem międzygwiezdnym.